# Штаб-Ахвах
Штаб-Ахвах — исчезнувший посёлок в Ахвахском районе Дагестана. Входил в состав Тад-Магитлинского сельсовета. С 1933 по 1937 г. являлся административным центром Ахвахского района.

## География
Посёлок располагался на левом берегу реки Ахвах в месте впадения в неё реки Тахо. В настоящее время представляет собой северную, приречную часть села Тад-Магитль.

## История
До начала 1930-х годов сведения о населённом пункте не встречаются. Можно предположить, что посёлок специально был выстроен под размещение административного центра вновь созданного, в 1933 году, Ахвахского района (посёлок располагался в центре созданного района). В 1937 году районный центр был перенесен в село Карата, а посёлок теряет свое значение. По данным на 1939 г. посёлок Штаб-Ахвах входил в состав Тад-Магитлинского сельсовета. Последний раз отмечен на административной карте ДагАССР 1948 года издания. По всей видимости, в начале 1950-х годов посёлок был «поглощен» разросшимся селом Тад-Магитль.

## Население
По переписи 1939 года в поселке проживало 99 человек, в том числе 76 мужчин и 23 женщины.